# Tremacyllus
Tremacyllus és un gènere extint de mamífers notoungulats de la família dels hegetotèrids que visqueren a Sud-amèrica des del Miocè superior fins al Plistocè superior, fa entre 12.000 anys i 9 milions d'anys. Se n'han trobat restes fòssils a les províncies argentines de Buenos Aires, Catamarca, Chubut, Córdoba, La Pampa, La Rioja, Mendoza i San Luis. Eren un 20-30% més petits que el seu parent del gènere Prosotherium. El nom genèric Tremacyllus significa ‘forat deforme’.